# (464316) 2016 AP106
(464316) 2016 AP106 es un asteroide perteneciente al cinturón de asteroides, descubierto el 20 de noviembre de 2009 por el equipo Spacewatch desde el Observatorio Nacional de Kitt Peak (Arizona, Estados Unidos).